# Nikolaus Pföderl
Nikolaus Pföderl (1º febbraio 1998) è un ex sciatore alpino tedesco.

## Biografia
Specialista delle prove tecniche attivo dal febbraio del 2015, in Coppa Europa Nikolaus Pföderl ha esordito il 17 febbraio 2017 a Oberjoch in slalom gigante (45º) e ha conquistato il miglior risultato il 7 gennaio 2022 a Berchtesgaden in slalom speciale (8º); ha disputato una sola gara in Coppa del Mondo, lo slalom speciale di Schladming del 24 gennaio 2024 senza qualificarsi per la seconda manche, e ha preso per l'ultima volta il via in Coppa Europa il 17 marzo seguente a Hafjell in slalom speciale (32º). Si è ritirato al termine di quella stessa stagione 2023-2024; non ha preso parte a rassegne olimpiche o iridate.

## Palmarès

### Mondiali juniores
- 1 medaglia:
  - 1 bronzo (gara a squadre a Val di Fassa 2019)

### Coppa Europa
- Miglior piazzamento in classifica generale: 59º nel 2022